# Moorse parelmoervlinder
De Moorse parelmoervlinder (Melitaea aetherie) is een vlinder uit de familie Nymphalidae (aurelia's). De wetenschappelijke naam van de soort werd gepubliceerd in 1826 door Jacob Hübner.
De soort komt voor in Europa.

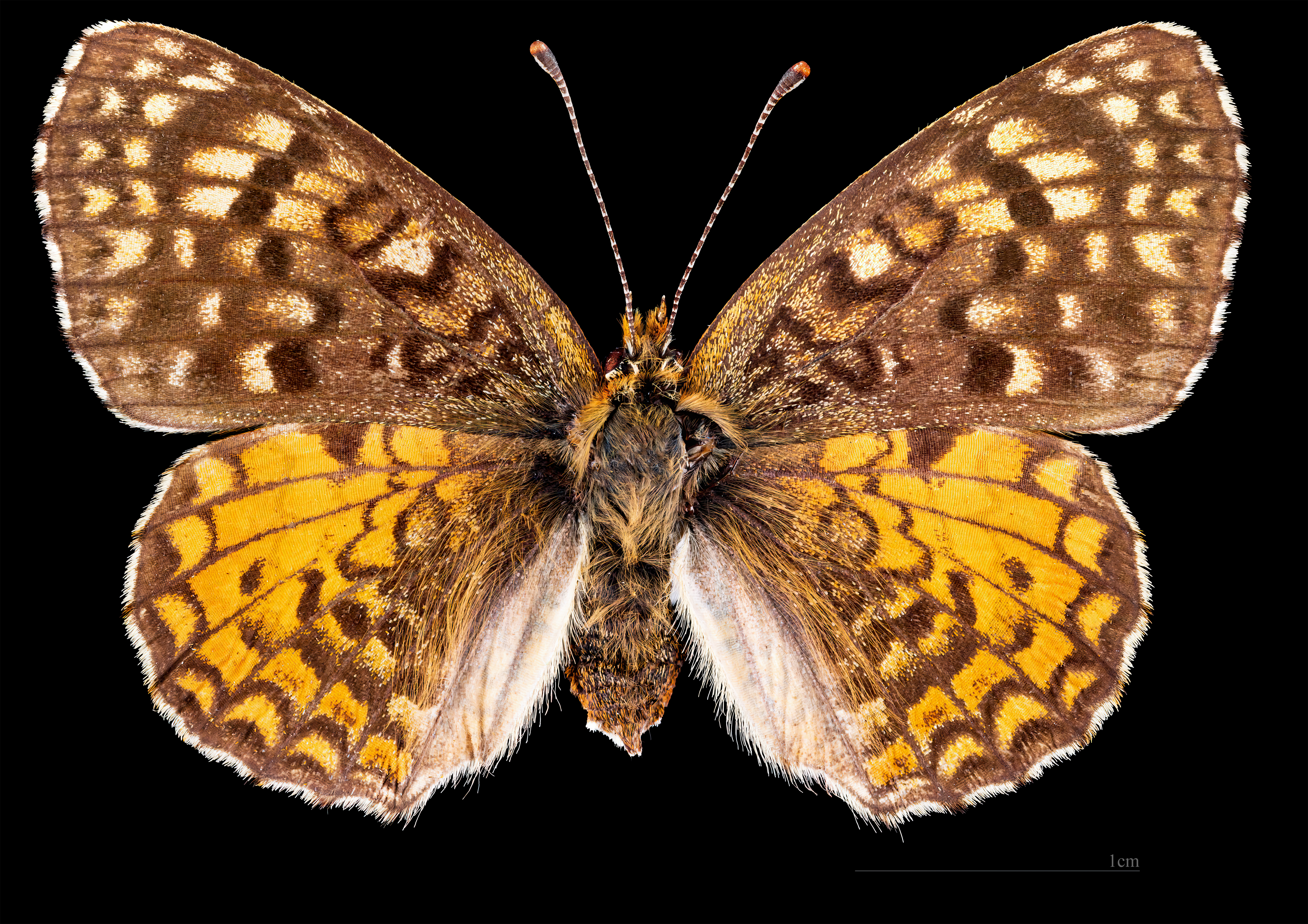
Melitaea aetherie ♀
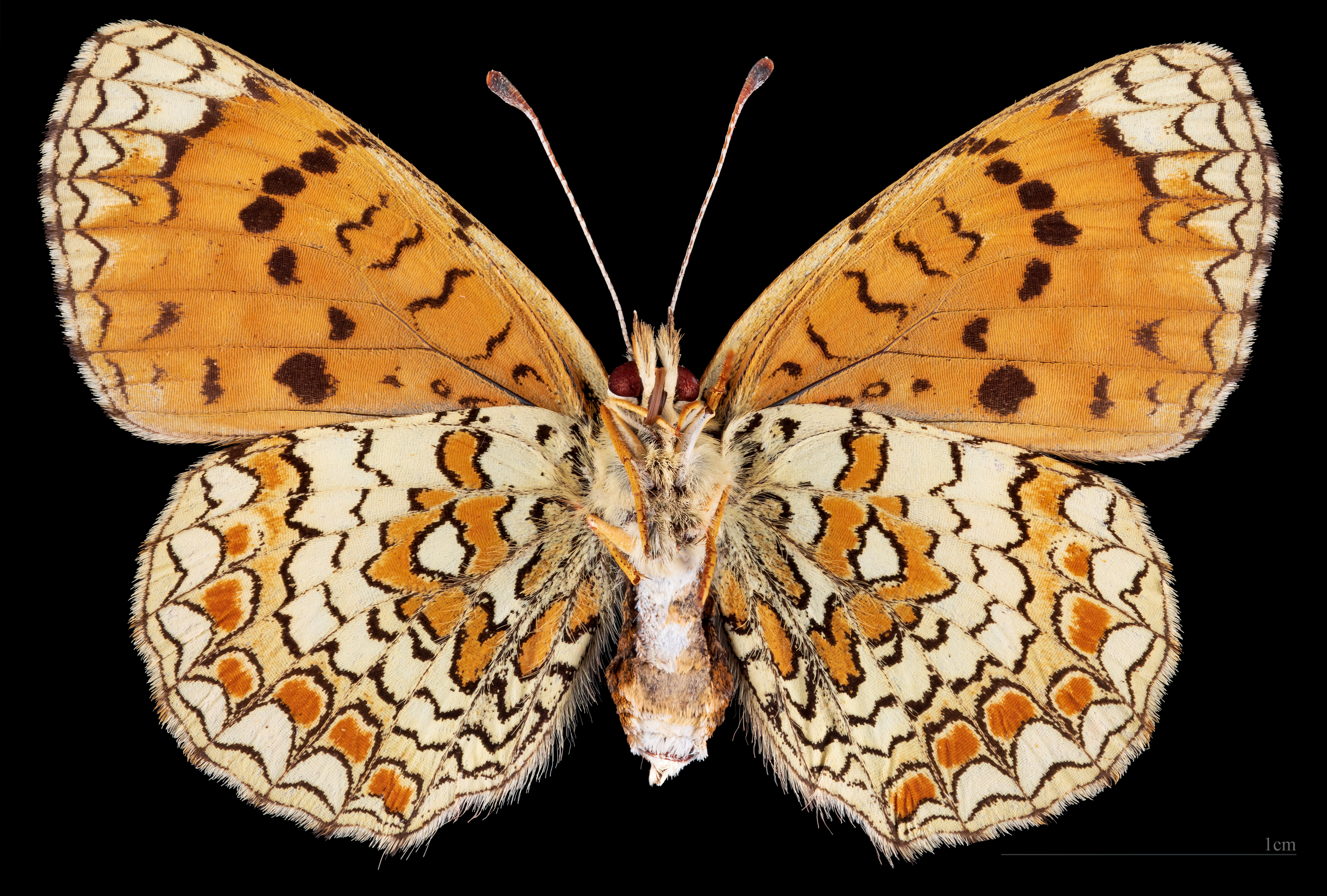
Melitaea aetherie ♀ △